# Jacques Valat
Pour les articles homonymes, voir Valat.
Jacques Valat, né le 10 août 1953 au Puy-en-Velay, est un photographe français.

## Biographie
En 1979 et 1980, à la demande d'Yves Brayer, il expose ses photographies au Salon d'automne (Grand Palais - Paris). 
À la même époque, il participe aux expositions collectives des galeries de Nesle et Zoé Cutzarida (Paris).
En 1981, il intègre l'Agence de diffusion de photographies Top-Rapho (Paris).
En 1982, il participe au Mois de la photographie (Paris Audiovisuel) en y présentant une exposition personnelle.
En plus de vingt ans, Jacques Valat a exposé ses images dans le réseau Fnac (Pau, Toulouse, Berlin), au Centre culturel du Parvis (Tarbes), à l'abbaye de l'Escaladieu, au musée de l’Amitié franco-américaine (Château de Blérancourt) en compagnie de Sarah Moon, Jeanloup Sieff, Peter Lindbergh, à l’Enst Bretagne (Brest), à la Cité des télécoms de Pleumeur-Bodou, au siège de la Sncf, à la Casa de los Morlanes et à la Casa de las mujeres (Saragosse, Espagne). En 2009, il présente Cubanos à Saint-Jean-de-Luz, puis à Huesca, au Centre culturel Ibercaja / Villahermosa. 
Valat définit son écriture comme journalistique et ethnographique plutôt que plasticienne. Créateur de « La lettre ouverte » , il témoigne dans tous ses travaux de l’évolution du monde.
En recherche permanente et désireux de figer l’être humain dans sa vérité, Valat est aussi portraitiste, mariant les techniques du reportage et du studio.

## Publications
- Pèlerins de Lourdes, éd. Jacques Valat, 1983.
- Les Chemins de Garonne, éd. Milan, 1990.
- Pyrénées paysannes, éd. Milan, 1993.
- Pour la beauté du geste : la course landaise, éd. Loubatières, 1993.
- Des Palois, éd. de l’Office municipal de la ville de Pau, 2001.
- Béarn en personnes, éd. Atlantica, 2002.
- Begnat, chasseur de thon, éd Gypaëte, 2003.
- El rostro del Pirineo, éd. DPH, 2005.
- Zaragozanos, éd. Ayuntamiento de Zaragoza [Hôtel de ville de Saragosse], 2005.
- Mira tu barrio, éd. Ayuntamiento de Zaragoza [Hôtel de ville de Saragosse], 2006.
- Des Aragonais, éd. Pirineum, 2010.